# Ciucea
Ciucea là một xã thuộc hạt Cluj, România. Dân số thời điểm năm 2002 là 4457 người.